# Kémo
Kémo – prefektura w Republice Środkowoafrykańskiej z siedzibą w Sibut. Wchodzi w skład regionu Kagas.
Prefektura rozciąga się w środkowej części kraju, od południa graniczy z Demokratyczną Republiką Konga. Na zachodzie Kémo graniczy z prefekturą Ombella-M'Poko, na północnym zachodzie z prefekturą Ouham, na północy z prefekturą Nana-Grébizi i na wschodzie z Ouaką.
Powierzchnia Kémo wynosi 17 204 km². W 1988 zamieszkiwało ją 74 844, a w 2003 roku 118 420 osób.
W skład Kémo wchodzą 4 podprefektury (sous-préfectures) i 8 gmin (communes):
- podprefektura Dékoa
  - Dékoa
  - Guiffa
  - Timo
- podprefektura Mala
  - Mala
- podprefektura Ndjoukou
  - Galabadja
  - Galafondo
- podprefektura Sibut
  - Ngoumbele
  - Sibut